# Luzia Ebnöther
Luzia Ebnöther, née le 19 octobre 1971 à Zurich, est une joueuse suisse de curling notamment médaillée d'argent aux Jeux olympiques d'hiver de 2002.

## Carrière
Pendant sa carrière, Luzia Ebnöther participe trois fois aux championnats du monde où elle remporte l'argent en 2000 et le bronze en 2004. Elle prend également part à trois championnats d'Europe, où elle remporte à chaque fois une médaille : l'argent en 2003 et le bronze en 1999 et en 2001. Ebnöther participe une fois aux Jeux olympiques, en 2002 à Salt Lake City aux États-Unis avec Laurence Bidaud, Tanya Frei, Mirjam Ott et Nadia Röthlisberger. Elle est médaillée d'argent après une défaite en finale contre les Britanniques. Ne participant plus aux compétitions internationales depuis 2004, elle arrête sa carrière en 2008.